# Kinétoplastidé
Kinetoplastida
Classe
Taxons de rang inférieur
- Voir le texte

Synonymes
- Kinetoplastea Honigberg, 1963 em. Cavalier-Smith, 1993
- Kinetoplastidea Corliss, 1984
- Kinetoplasta Sleigh, 1989; Cavalier-Smith, 1993

Les Kinétoplastidés (Kinetoplastida) sont des protistes munis de flagelles locomoteurs. Avec les Euglénophytes et les Pseudociliés, les Kinétoplastidés forment le clade des Euglénobiontes.

## Description
Les Kinétoplastidés n'ont qu'une seule mitochondrie très volumineuse qui contient le kinétoplaste formé par de l'ADN (assez abondant, jusqu'à 20 % de l'ADN cellulaire). Le kinétoplaste est en général à la base du flagelle.

## Taxonomie
- Sous-classe des Metakinetoplastina
  - ordre des Eubodonida
  - ordre des Neobodonida
  - ordre des Parabodonida
  - ordre des Trypanosomatida
- Sous-classe des Prokinetoplastina
  - ordre des Prokinetoplastida

### Sous-ordres
Les Kinétoplastidés se divisent en deux sous-ordres : les Trypanosomidés avec une seule flagelle et les bodonidés avec deux flagelles.
Certains Bodonidés sont indépendants (exemple : Cephalothanium) et d'autres sont parasites (exemple : Cryptobia.)
Les Trypanososidés sont tous parasites et sont transmis par les animaux tels que les moustiques et les sangsues. Les trypanosomes sont notamment connus comme étant la cause de la maladie du sommeil en étant un parasite du sang des mammifères, son principal vecteur est la mouche tsé-tsé. D'autres espèces de Trypanosomidés provoquent la syphilis équine (T. équiperdum). Les espèces du genre Leishmania causent la leishmaniose.

### Genres de placement incertain
- Hemistasia
- Klosteria